# FAKE (ViViDの曲)
「FAKE」（フェイク）は、日本のヴィジュアル系ロックバンド・ViViDのメジャー3作目（通算7作目）のシングル。

## 概要
- 前作「BLUE」から約4か月ぶりのシングル。
- 表題曲はメンバーも声優として出演しているソーシャルゲーム『恋と仕事と君のプロデュース』のために書き下ろされたテーマソング及びテレビ東京系列『Vの流儀』のエンディングテーマに起用された[1]。『Vの流儀』へのタイアップは3作連続となった[注 1]。
- 初回生産限定盤Aと初回生産限定盤B、スペシャルボーナストラック盤の3形態で発売された。初回生産限定盤Aには特典として表題曲のミュージック・ビデオとメイキング映像、カップリング曲「カケラ」のレコーディング風景「ViViD現場潜入～レコーディングスタジオ編～」を収録したDVDが、初回生産限定盤Bには特典として表題曲のミュージック・ビデオの正規版と担当パートが異なる偽り版、ドッキリ映像を収録したDVDが同梱された[2]。
- オリコンチャート初登場9位を獲得。3作連続でトップ10入りを果たした。

## 収録曲
| 全作詞: シン。 |            |           |           |                 |      |
| #              | タイトル   | 作詞      | 作曲      | 編曲            | 時間 |
| 1.             | 「FAKE」   | シン      | イヴ      | ViViD、YAMACHI  | 4:40 |
| 2.             | 「カケラ」 | シン      | イヴ      | ViViD、YAMACHI  | 3:47 |
| 3.             | 「夏花」   | シン      | 怜我      | ViViD、宅見将典 | 4:39 |
| 合計時間:      | 合計時間:  | 合計時間: | 合計時間: | 13:06           |      |

### 解説
1. FAKE
2. カケラ
3. 夏花
スペシャルボーナストラック盤にのみ収録されている。

## 参加ミュージシャン
ViViD
- シン：Vocal
- 零乃：Guitar
- 怜我：Guitar
- イヴ：Bass
- Ko-ki：Drums

Support Musician
- 佐々木真里：Piano (#1)

## タイアップ
- GREE専用ソーシャルゲーム『恋と仕事と君のプロデュース』テーマソング (#1)
- テレビ東京系列音楽番組『Vの流儀』2011年11月度エンディングテーマ (#1)

## 収録アルバム
- INFINITY (#1,2)
- ViViD THE BEST (#1,2,3)